# Meillerie
Meillerie, é uma comuna francesa do departamento da Alta-Sabóia, na região francesa de Auvérnia-Ródano-Alpes.

## Geografia
Fica situada parte francesa do lago Lemano, logo na sua margem esquerda, a 10 km de Évian-les-Bains, e a 7 km de Saint-Gingolph onde faz fronteira com a Suíça para os lados do Valais. Para Sul fica, a 45 km de Genebra.

## A Pedreira
Meillerie foi a pedreira" de Genebra pois aí foi extraída a pedra usada pelo engenheiro-militar Guillaume-Henri Dufour que apresenta em 1827 ás autoridades da cidade de Genebra um documento muito completo para "embelezar a rade de Genebra" o que é rapidamente aceite pelas autoridades. Os trabalhos começam pela construção do cais des Bergues que se termina já em 1833.  A pedra utilizada para a construção do hotel des Bergues, da ilha Rousseau e do cais des Bergues é toda proveniente de  Meillerie e transportada em barcas do Lemano. O brasão da comuna mostra justamente uma barca do Lemano e assi

## História
Antiga aldeia de pescadores foi um preboste de Grande São Bernardo e no século é criado um priorado cuja data de fundação é desconhecida, mas os cônegos regulares viveram aqui desde metade do século XII e alargaram a sua influência até às de Abondance e de Aosta.
Personagem eclesiástica importante da região, São Bernardo de Menton esteve no priorado como o comprova o quadro que celebra a sua estadia.

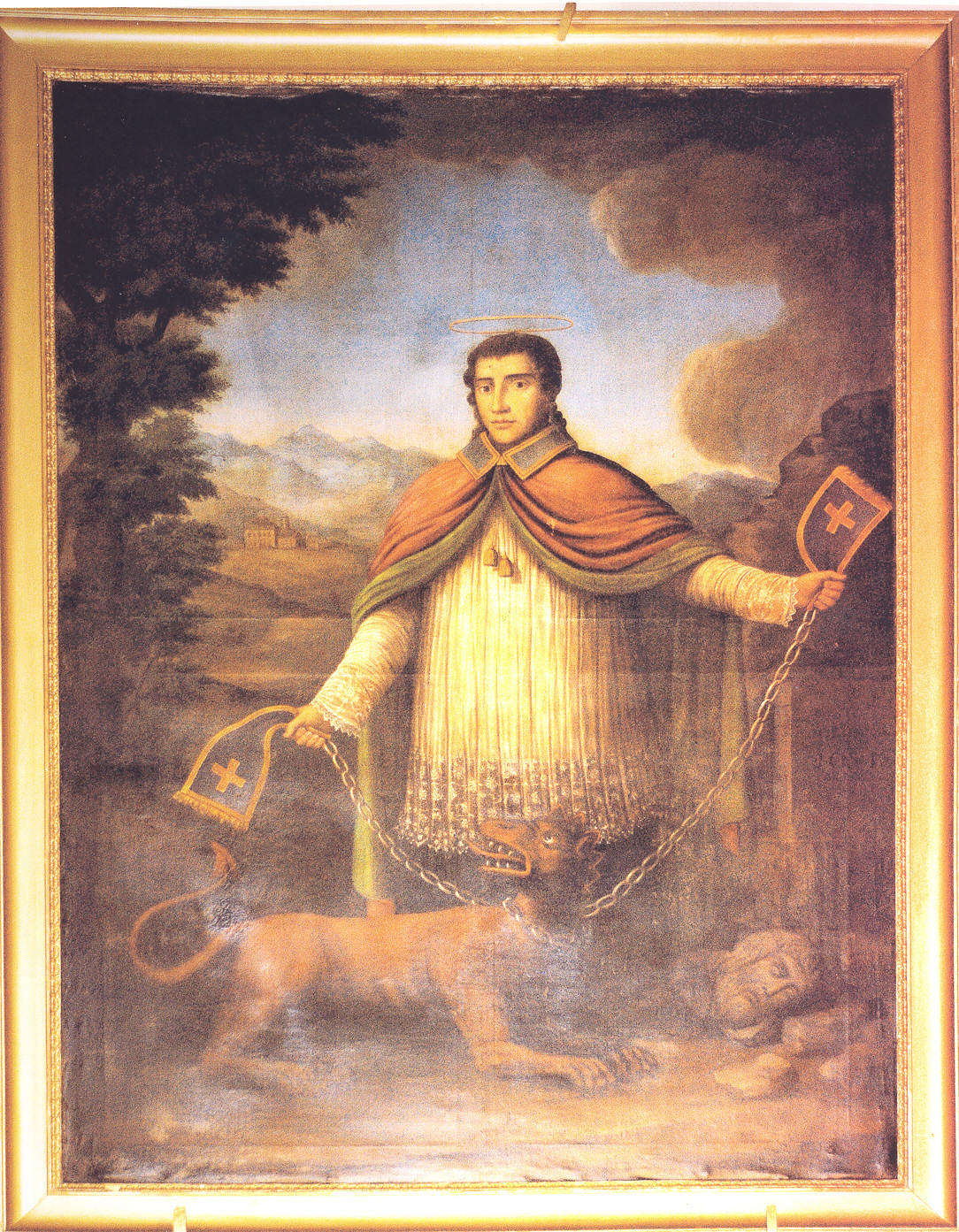
São Bernardo em Meillerie

## Património cultural
Meillerie foi imortalizada por Jean-Jacques Rousseau e que a via  de Vevey onde vive, e por Lord Byron, pois foi no Château de Chillon, perto de  Montreux na Suíça, que esteve preso François Bonivard patriota genebrino e a fonte de inspiração da personagem central do seu poema "Le Prisonnier de Chillon".